# Karl Zeitler
Karl Zeitler (* 14. November 1943 in Bischofsgrün; † 28. August 2013) war ein deutscher Politiker (SPD) und Landrat des oberfränkischen Landkreises Coburg in Bayern.

## Leben
Zeitler absolvierte eine Lehre als Mokettweber. Vom 7. November 1962 bis 28. Februar 1971 diente er beim Bundesgrenzschutz. Es folgte  vom 1. März 1971 bis 31. Dezember 1972 eine Ausbildung am Landratsamt Lichtenfels im mittleren Verwaltungsdienst. Von 1973 bis 1990 war er in der Gemeinde Untersiemau tätig, die letzten zwölf Jahre als Bürgermeister.
Zeitler trat im Frühjahr 1990 für die SPD zur Landratswahl des Landkreises Coburg erfolgreich an und hatte das Amt des Landrates 18 Jahre lang inne, bevor er im 1. Halbjahr 2008 in den Ruhestand ging.
Am 11. Juli 2008 erhielt er den Bayerischen Verdienstorden.
Zeitler lebte in Weißenbrunn am Forst, einem Ortsteil von Untersiemau.